# Era (album)
Era är debutalbumet från musikprojektet med samma namn skapat av Eric Levi. "Ameno (Remix)" blev en stor hit i Europa under 1997.

## Låtlista
1. Era - 3:14
2. Ameno - 4:18
3. Cathar Rhythm - 3:18
4. Mother - 4:58
5. Avemano - 4:15
6. Enae Volare mezzo - 4:30
7. Mirror - 3:58
8. Ameno remix - 3:46
9. Sempire d'Amor - 1:52
10. Enae Volare - 3:10
11. After Time - 3:34
12. Impera - 4:37

## Equipe
- Eric Lévi : Klaviatur, gitarr på Mirror, After Time och Impera
- Guy Protheroe: Sång på Ameno och Enae Volare
- Eric Geisen : Sång på Cathar Rhythm
- Florence Dedam : Sång på Mother och After Time
- Murielle Lefebvre : Sång på Enae Volare Mezzo
- Harriet Jay : Sång på Ameno, Avemano och Cathar Rhythm
- Neil Wilkinson : Trummor på Avemano
- Lee Sklar : Bas på Avemano
- Philippe Manca : Gitarr på Era, Ameno, Cathar Rhythm, Mother, Avemano, Sempire d'Amor och  Enae Volare, mandolin på Era och trummor/bas på Ameno och Era